# 平實轉運站
平實轉運站（英語：Pingshih Transfer Station）是位於臺南市東區的交通轉運中心，未來將集結市區客運車站、捷運站的大型複合式交通轉運設施。第一期工程於2023年9月19日動工，目前預計2026年完工。

## 簡介
地址位於台南市東區緊鄰永康區交界上的平實重劃區內（台1線與市道180號交叉路口、金三角辦公大樓斜對面），基地面積約1.42公頃，採BOT方式營運，2021年7月展開招商，11月3日由南仁湖育樂股份有限公司獲選為最優申請人，待後續議約和簽約。將分為兩期開發，第一期複合轉運大樓及戶外休憩廣場，規劃15席大客車席位、轉運站服務空間、複合型商場、辦公室及地下停車場，第二期則配合台南捷運建設時程，留設銜接藍線及綠線之空間介面。興建時亦將保留周邊樹林，因此也有「森林轉運站」之稱。

## 交通運輸

### 大眾捷運
- 台南捷運藍線（規劃中）
- 台南捷運綠線（規劃中）

### 大台南公車
- 府城客運
  - 2 崑山科技大學－安平／三鯤鯓／四草
- 巨業交通
  - 15 臺南市立圖書館－大成路口
  - 19 臺南海事／原住民文化會館－大灣高中
  - 20 仁德轉運站－鹽行－安南醫院
- 興南客運
  - 62 桂田酒店／奇美醫院－仁德－高鐵台南站
  - 綠17 安平工業區－大灣－新化
  - 橘12 麻豆轉運站－善化－臺南轉運站
  - 紅2 西門健康立體停車場／臺南轉運站－上崙子－關廟轉運站
- 漢程客運
  - 111 小西門（西門路）－高雄國際航空站
  - 橘13 臺南轉運站－國道一號－麻豆轉運站

### 公共自行車
- 臺南市公共自行車租賃系統：
  - 平實公園：21柱（小東路513號南側）

## 周邊
- 平實公園
- 憲兵指揮部台南憲兵隊
- 臺南市永康區復興國民小學
- 臺南市立永仁高級中學
- 臺南市政府警察局永康分局復興派出所
- 臺南市政府警察局第一分局莊敬派出所
- 高雄榮民總醫院臺南分院
- 臺南榮譽國民之家
- 南紡購物中心